# Spermacoce annua
Spermacoce annua är en måreväxtart som beskrevs av Bernard Verdcourt. Spermacoce annua ingår i släktet Spermacoce och familjen måreväxter. Inga underarter finns listade i Catalogue of Life.